# 方山 (南京)
31°53′55″N 118°52′15″E / 31.89861°N 118.87083°E

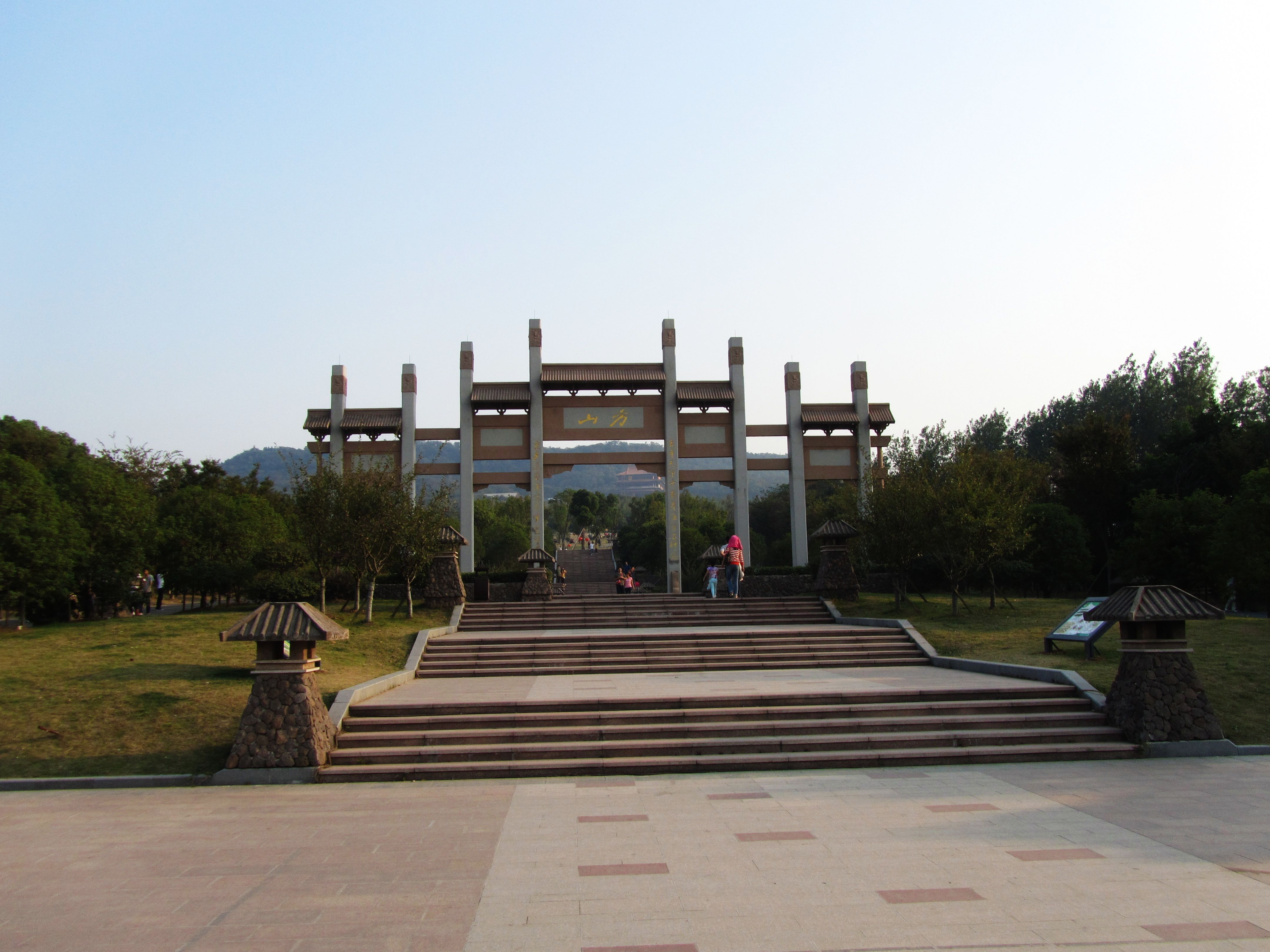
北山门

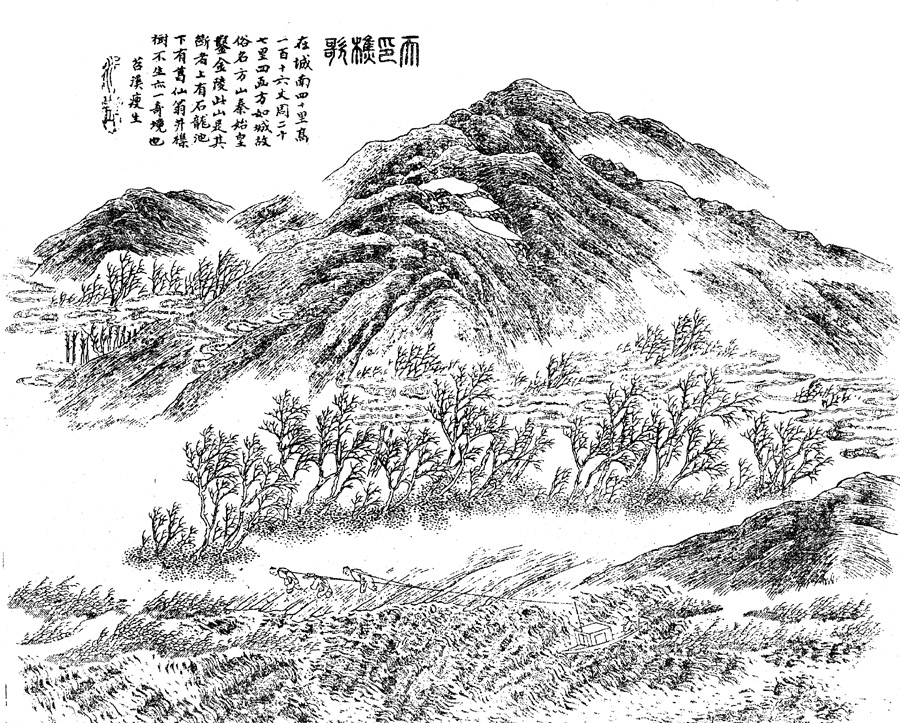
金陵四十八景“天印樵歌”，即在方山郊游时听到樵歌

方山，是中华人民共和国南京市江宁区的丘陵，古称天印山。面积6.5平方千米，海拔208.6米。为死火山，1000万年前至300万年前曾两次喷发。北坡建有方山定林寺，南坡建有洞玄观。“天印樵歌”为清初金陵四十八景之一。

## 公交
| 方山 | 方山     | 方山 | 方山       | 方山    |
| 编号 | 路线     | 路线 | 路线       | 备注    |
| ---- | -------- | ---- | ---------- | ------- |
| 812  | 明月港湾 | ⇆    | 东霞路场站 | 原 区12 |